# 루마니아 국민구국전선
국민구국전선(루마니아어: Frontul Salvării Naționale, FSN)은 1989년 12월부터 1990년까지 5월까지 루마니아를 일당제 국가로 통치한 정당으로 루마니아 혁명 당시 루마니아 공산당에서 떨어져 나온 단체에서 유래되었다.

## 개요
이 조직은 루마니아 혁명 이전인 1989년 3월 루마니아 공산당 내부에서 이미 창당되었다. 처음에는 차우셰스쿠 정권에 비판적인 사조직이었으며 혁명 이후 정당이 되어 집권하였다.
1989년 12월 27일 이온 일리에스쿠는 일당제 종식을 선언하고 1990년에 총선거를 실시할 것이라고 공포했다. 처음에 국민구국전선은 선거에 참여하지 않을 것이라고 공언했으나 결국 선거에 참여하였고, 상원과 하원에서 모두 다수당이 되어 정부를 구성했다.
그러나 당수인 이온 일리에스쿠는 페트루 루만과 갈등을 빚은 끝에 탈당하여 루마니아 국민민주구국전선을 세웠고 나중에 이 정당은 루마니아 사회민주당이 되었다. 한편 루마니아 구국국민전선은 2000년에 루마니아 민주당으로 개칭했다.